# 普爾納奇河
普爾納奇河是俄羅斯的河流，位於科拉半島，屬於波諾伊河的支流，由摩爾曼斯克州負責管轄，河道全長137公里，發源自海拔高度214米處，河水主要來自融雪。